# Život na zámku
Život na zámku je český televizní seriál z roku 1995. Natáčen byl od jara 1994 do října 1998 v Kolíně a na zámku Roztěž.

## Děj
Na malém městě v jednom bytě žije rodina Králových – babička, otec a zubař Přemysl Král, jeho manželka, učitelka na gymnáziu, Marie a jejich dospívající děti, dcera Simona a syn Otakar. Zpočátku řeší především komplikovanou bytovou situaci, babička se přestěhuje k sousedu Vaňkovi, avšak záhy se vrátí. Otakar studuje medicínu, ale kvůli své přítelkyni odmítne nabídku studia v zahraničí. Otakar se kvůli tomu pohádá s rodiči, odejde, přeruší školu a musí nastoupit na vojnu.
Babička a její syn Přemysl zdědí podle závěti hraběte Esperka zámek Temniště, který stojí nedaleko jejich města. Babička pracovala jako kuchařka hraběte Esperka a Přemysl Král je jeho nemanželským synem. Přemysl Král se musí odstěhovat ze své ordinace, neboť si na ni činí nárok syn majitelky, také zubař. Rodina Králových se přestěhuje na Temniště. Finanční nedostatek chtějí řešit pronájmem části nemovitosti nějakému lukrativnímu klientovi, proto odmítají místní školku. Před podpisem nájemní smlouvy s galerií se zjistí, že zámek Královým nepatří. Král se schází s bývalou milenkou primáře Bohaty, Renátou. Manželé Královi se rozvedou, Marie odejde z gymnázia a přestěhuje se k rodičům na vesnici. Simona studuje žurnalistiku a pracuje v Regionálních listech, během kurzu autoškoly otěhotní se ženatým instruktorem, který jí tvrdil, že je rozvedený. Narodí se jí dcera Mařenka.
Zámek se vrací do vlastnictví Králových. Marie s dcerou Simonou a vnučkou Mařenkou dostanou byt od pana Vaňka. Marie se vrátí zpět do školy a sblíží se s bývalým ředitelem a konkurentem Márou. Na konci 26. dílu potká opilého bývalého manžela Přemysla a vrátí se k němu. Tímto dílem skončilo první část natáčení, další díly se natáčely od roku 1997.
Syn hraběte Esperka, Felix, který žije ve Švýcarsku, zpochybní právo Králových na dědictví a napadne závěť. Soud majetek přiřkne Felixovi. Otakar Král se tajně oženil a oznámí rodičům, že zůstane v armádě. Marie a Přemysl se znovu vezmou a začnou stavět dům pro celou rodinu. Král se stane lékařem v nemocnici. Po kolaudaci v domě ovšem zůstávají pouze manželé Královi, později se přistěhuje syn Otakar s manželkou a synem Otakarem. Simona si vezme Tondu Nového a po peripetiích odlétají do Anglie. Marie dostane nabídku odejít na ministerstvo školství. Babička si v posledním díle vezme bývalého souseda Vaňka.

## Obsazení
| Tomáš Töpfer           | Přemysl Král     |
| Kateřina Macháčková    | Marie Králová    |
| Kateřina Hrachovcová   | Simona Králová   |
| Jiřina Jirásková       | babička Králová  |
| Petr Rajchert          | Otakar Král      |
| Bronislav Poloczek     | Pešák            |
| Jaroslava Obermaierová | sestra Karla     |
| Lenka Termerová        | Pavla Nováková   |
| Václav Vydra           | Vojta Mráz       |
| Stella Zázvorková      | Andulka Šafářová |
| Jaroslav Moučka        | Mráz             |
| Vlastimil Brodský      | Vaněk            |
| Jan Čenský             | MUDr. Bohata     |
| Eliška Kasanová        | Běta Mrázová     |
| Dominika Kovarovičová  | Mařenka          |
| Kateřina Brožová       | Renáta           |
| Jan Šťastný            | Tonda Nový       |
| Pavel Soukup           | Karel Mára       |

## Seznam epizod
1. Královské bydlení
2. Rodiče a děti
3. Stěhování
4. Vyhazov
5. Sto padesát metrů čtverečních
6. Podraz
7. Konkurs
8. Klíční kost
9. Facka
10. Návrat ztraceného syna
11. Operace
12. Závěť
13. Čtyřicet plus jedna
14. Školka
15. Trestní oznámení
16. U konce s dechem
17. Ředitelka
18. Havárie
19. Výpověď
20. Svedený a opuštěný
21. Ukazatel směru
22. Neposkvrněné početí
23. Přemysl Otakar II.
24. Host do domu
25. Kdo s koho
26. Konečně začátek
27. Brácha
28. Soud
29. Školník
30. Náledí
31. Svatba
32. Tvrdé hlavy
33. Nástup
34. Zánět
35. Proti všem
36. Tchýně
37. Období dešťů
38. Primář
39. Kolaudace
40. Podnikatel
41. Zkouška
42. Konec legrace
43. Půlnoční kovboj
44. Mouchy
45. Sádra
46. Všechno je jinak
47. Rozchod
48. Deštník
49. Nebezpečné chvíle
50. Nejasné příznaky
51. Konečná diagnóza
52. Veselka

## Ocenění
V anketě TýTý, v kategorii Pořad roku, se seriál umístil v roce 1997 na 2. místě a v roce 1999 na 1. místě.

## Knihy
- Jan Míka: Život na zámku: podle stejnojmenného televizního seriálu. Praha: Iris: Knižní klub, 1996
- Jan Míka: Život na zámku: podle stejnojmenného televizního seriálu: pokračování. Praha: Iris: Knižní klub, 1997
- Jan Míka: Život na zámku : podle stejnojmenného televizního seriálu : dokončení, happy end. Praha: Iris: Knižní klub, 1999
- Jan Míka: Život na zámku (2. vydání, kompletní). Praha : XYZ, 2005.